# Walt Disney Studios Motion Pictures

Logo Walt Disney Studios Motion Pictures

Walt Disney Studios Motion Pictures (WDSMP) – spółka należąca do The Walt Disney Company zajmująca się dystrybucją filmów i produkcji telewizyjnych należących do Walt Disney Studios i ABC Entertainment Group.
Przed 2007 rokiem spółki-córki WDSMP działały pod marką Buena Vista. W kwietniu 2007 roku The Walt Disney Company zdecydował się zmienić tę markę na oryginalniejszą, przede wszystkim Disney, ale też i ABC. Decyzja ta miała na celu ujednolicenie nazewnictwa tych przedsiębiorstw względem spółek, których dystrybuowały produkty. Pomimo tej decyzji nazwa Buena Vista do dziś jest używana przez Disneya, jednak tylko w celu oznakowania logiem marki płyt DVD i wideo za pośrednictwem niektórych działów dystrybucji rozrywki Disneya.
W The Walt Disney Company do 2007 roku jako spółki-córki WDSMP działały:
- Buena Vista International – międzynarodowe (poza terenem USA) dystrybucyjne ramię spółki
- Buena Vista Home Entertainment – prowadziła dystrybucję filmów wideo i DVD (obecnie Walt Disney Studios Home Entertainment)
- Buena Vista Television – prowadziła dystrybucję produkcji telewizyjnych (obecnie Disney-ABC Domestic Television)